# 有松インターチェンジ
有松インターチェンジ（ありまつインターチェンジ）とは、愛知県名古屋市緑区にある国道23号（名四国道）のインターチェンジ、および名古屋第二環状自動車道（名二環）のインターチェンジである。

## 名四バイパス「有松インターチェンジ」
| インター入口（国道366号、大府市側の入口） |  | 国道23号有松IC出口への分岐部直上は伊勢湾岸自動車道  |
| インター入口（国道366号、大府市側の入口） |  | 国道23号有松IC出口への分岐部 直上は伊勢湾岸自動車道 |

北緯35度2分36.9秒 東経136度57分54秒 / 北緯35.043583度 東経136.96500度

### 概要
名古屋市緑区の南端に位置し、大府市とも隣接する。名古屋第二環状自動車道（名二環）の有松ICとは離れている。
令和4年8月1日、インター入り口の交差点名称が「桶狭間(有松インター)」に変更された。

### 接続する道路
- 国道366号[2]
- 愛知県道243号東海緑線[2]

### 周辺
- 名古屋市営バス 有松町口無池停留所
- 大府市ふれあいバス 口無大池停留所
- 有松ジャンボリー
- キンブル大府店

### 隣
国道23号（名四国道）
北崎IC - 有松IC - 共和IC

## 名古屋第二環状自動車道「有松インターチェンジ」

### 概要
国道1号（東海道）を挟んで、南側に名古屋南JCT方面への入口と同方面からの出口が、北側に上社JCT方面への入口と同方面からの出口が設けられている。外回りでは、名二環から一般道への最後の出口である（当インターチェンジを過ぎると、伊勢湾岸自動車道豊明IC、大府IC又は名古屋高速3号大高線呼続出入口まで降りられず、別料金がかかる）。
インターチェンジは地盤面よりも低い位置に敷設されているため、掘割構造部内に料金所を設けている。

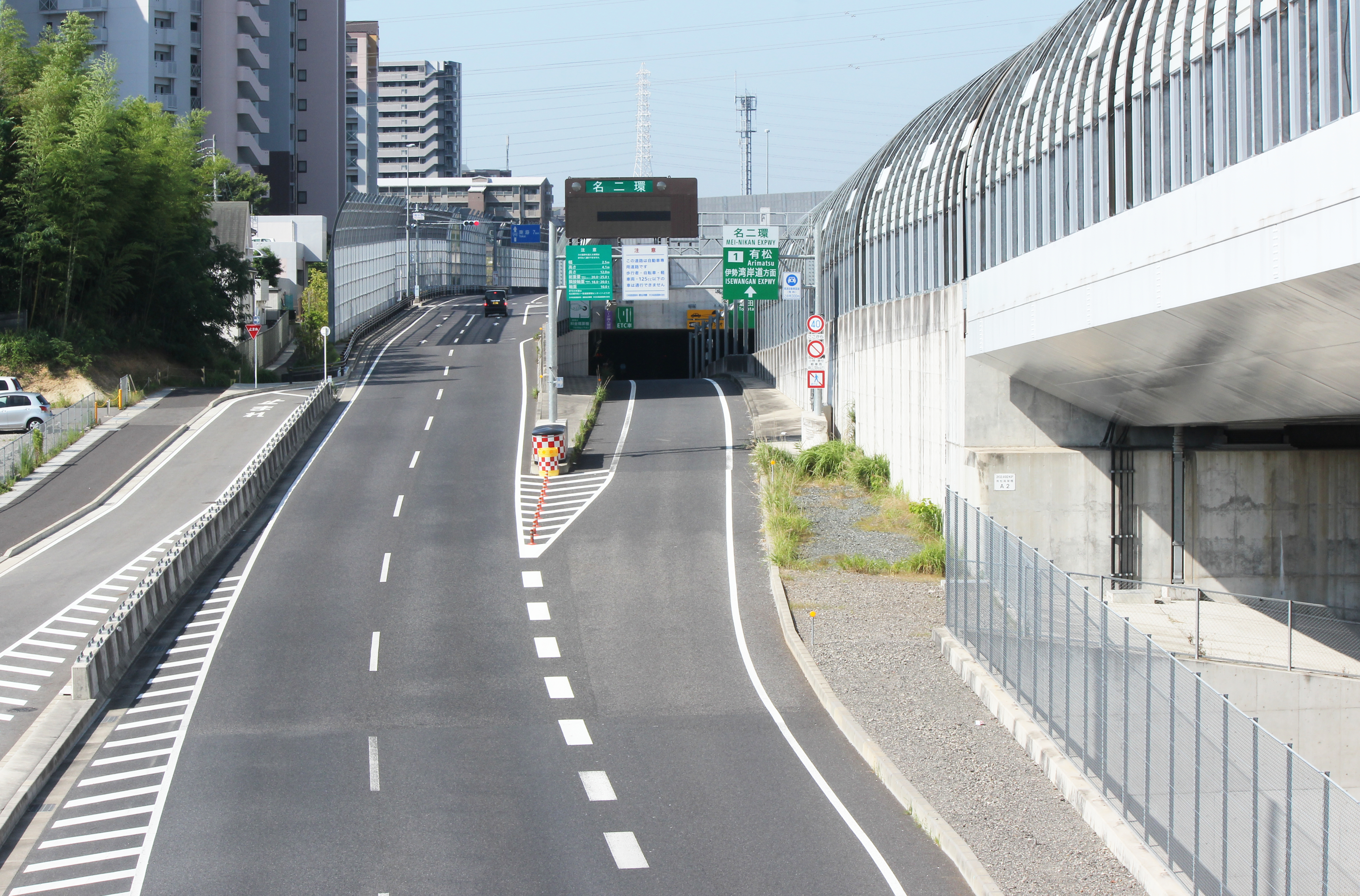
伊勢湾岸道方面入口 次は名古屋南JCTで各方面の高速道路へ分岐する
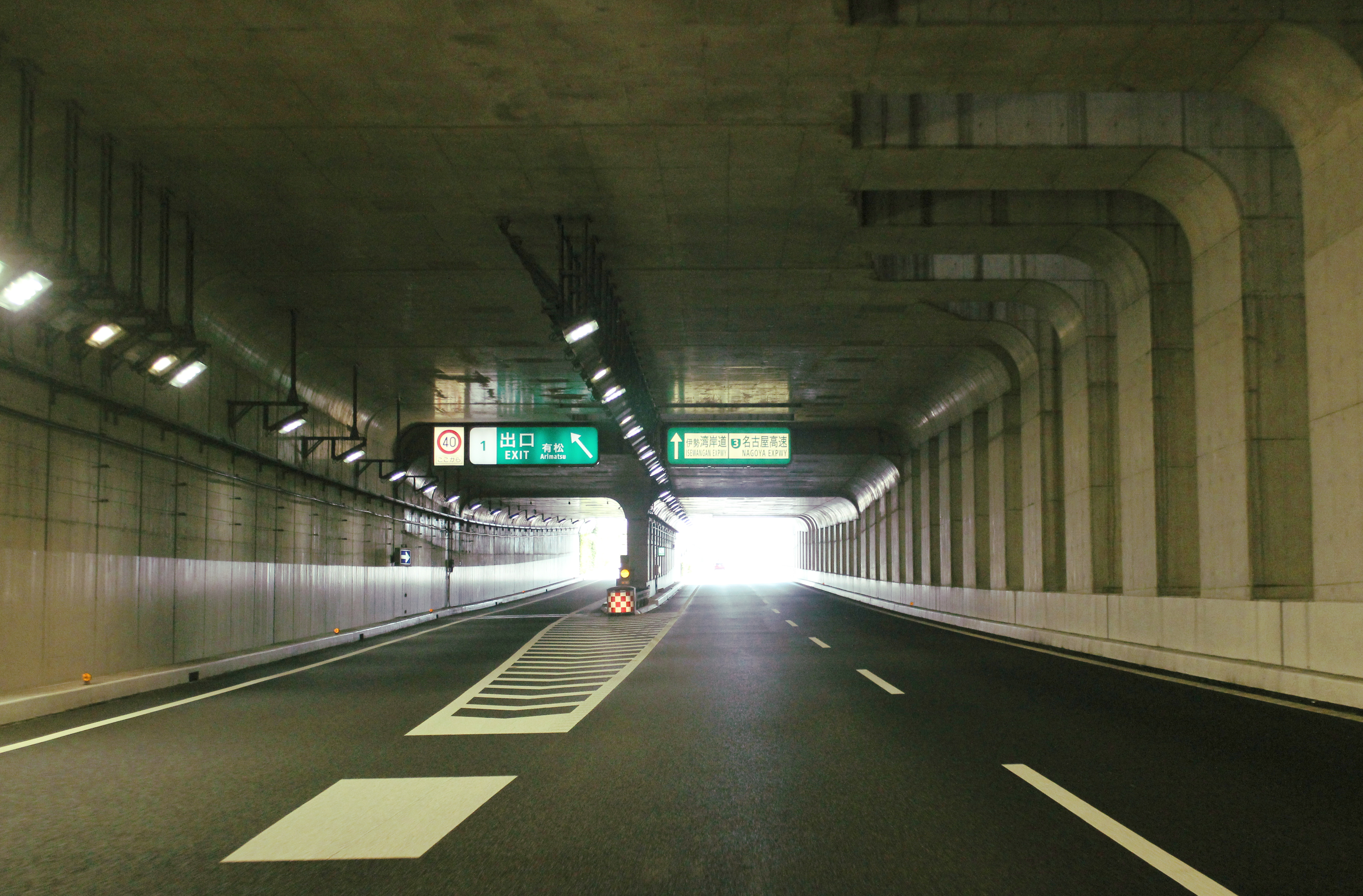
外回り出口への分岐点

### 歴史
- 2011年（平成23年）3月20日 : 名古屋南JCT - 高針JCT間開通に伴い供用開始[9]
- 2023年（令和5年）4月18日 : 第一料金所（名古屋南JCT方面入口）がETC専用になる[10]
- 2024年（令和6年）4月4日 : 第二料金所（上社JCT方面入口）がETC専用になる[11]

### 周辺
- 名鉄名古屋本線 有松駅・左京山駅
- イオンタウン有松
- 愛知県立鳴海高等学校
- 大高緑地
- 有松・鳴海絞会館（有松町並み保存地区）
- 名古屋市緑区役所

### 接続する道路
- 直接接続
  - 国道302号（名古屋環状2号線）[4]
- 間接接続
  - 国道1号[4]

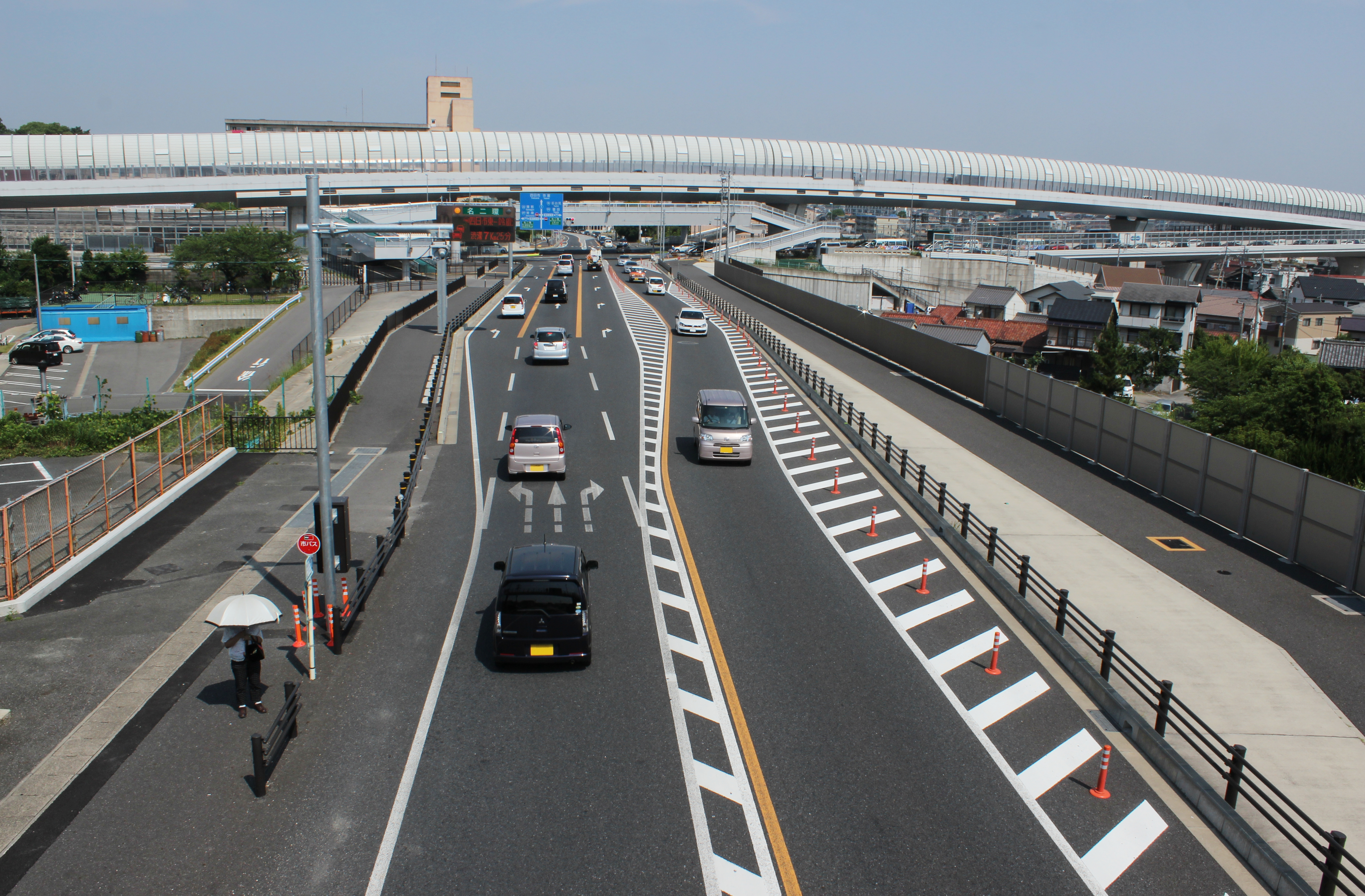
当ICは国道302号を介して国道1号線に接続（横切る高架道路が名二環で直交部付近にICを設置）
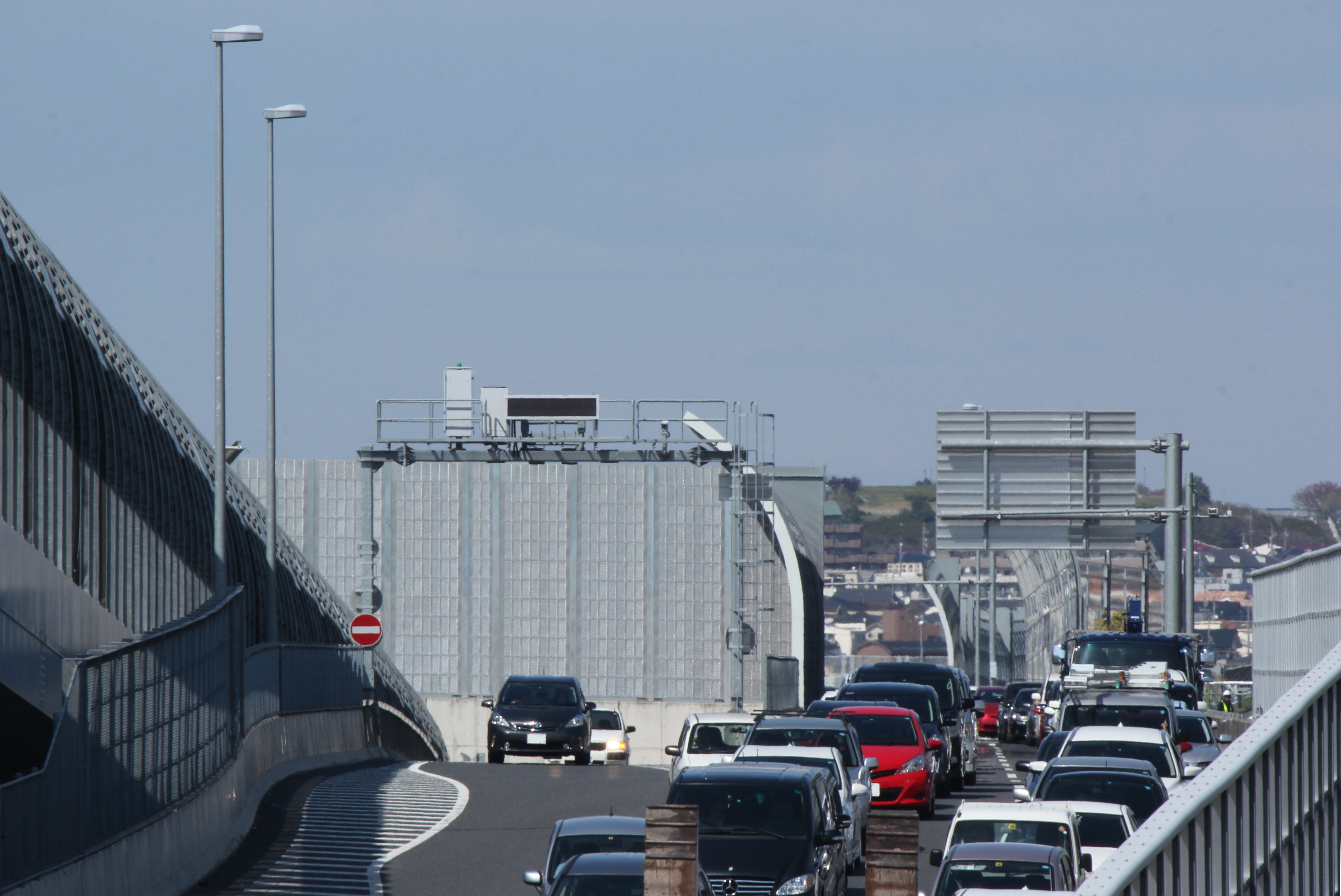
外回り（北側）出口付近（国道302号に合流）

### 料金所

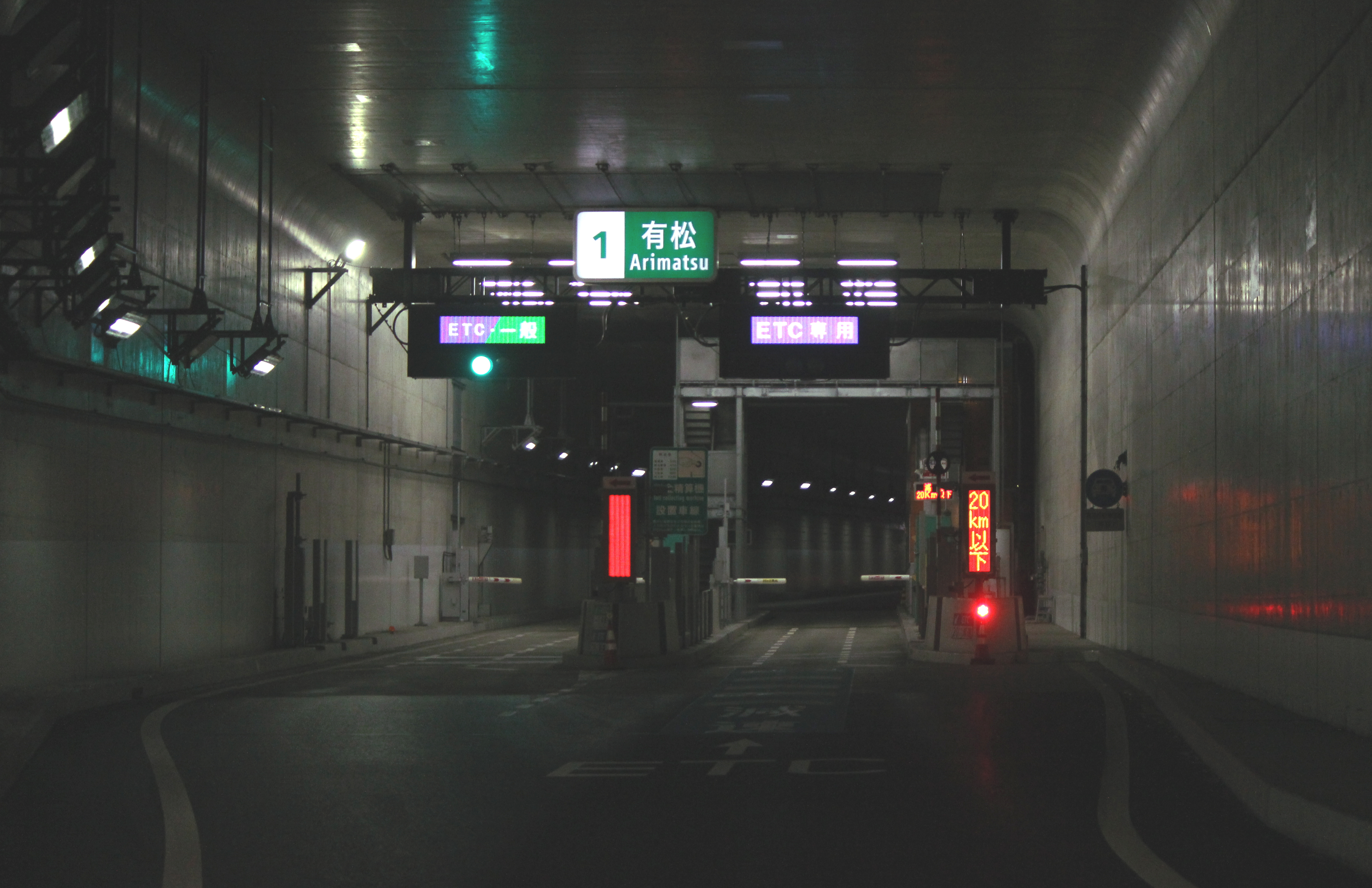
トールゲートは地階に設けられた

レーン運用は、時間帯やメンテナンスなどの事情により変更される場合がある。

#### 第一料金所（名古屋南JCT方面入口）
- レーン数：2[12]
  - ETC専用：1
  - ETC / サポート：1

#### 第二料金所（上社JCT方面入口）
- レーン数：2[12]
  - ETC専用：1
  - ETC / サポート：1

### 隣
C2 名古屋第二環状自動車道（名二環）
(5)名古屋南JCT - (1)有松IC - (2)鳴海IC